# Équitation aux Jeux olympiques d'été de 1980
Navigation
Montréal 1976 Los Angeles 1984
Les épreuves d'équitation aux Jeux olympiques d'été de 1980 à Moscou étaient le saut d'obstacles, le dressage et le concours complet, disputées à titre individuel et par équipe.

## Le boycott et ses conséquences
Les Jeux ont été perturbés par le boycott orchestré par le président des États-Unis, Jimmy Carter dans le cadre d'actions visant à protester contre l'invasion de l'Afghanistan par l'Union soviétique en décembre 1979. Jimmy Carter s'engagea dans une épreuve de force pour gagner le soutien d'autres nations. Certains gouvernements, comme ceux de la Grande-Bretagne et de l'Australie, ont soutenu le boycott mais ont laissé les athlètes décider eux-mêmes d'aller à Moscou ou non. Les athlètes américains n'avaient pas cette liberté de choix car leur Président menaçait de supprimer le passeport de tout athlète qui tentait de se rendre en URSS. Finalement 67 pays n'ont pas participé dont 45 à 50 qui furent probablement absents à cause du boycott dirigé par les États-Unis. 80 nations ont participé aux Jeux, la participation la plus basse depuis 1956. Nick Skelton expliqua également la difficulté supplémentaire pour l'équitation : la possible dégradation de la situation diplomatique aurait pu compromettre le rapatriement des chevaux après les jeux.
Les cavaliers de seulement 11 nations ont pris part aux compétitions équestres. Parmi les meilleures nations équestres, seule l'Autriche, avec Sissy Theurer, championne européenne de dressage, et l'Italie avec son équipe de concours complet, se sont rendus à Moscou. Il y avait en outre deux Finlandais et huit Mexicains en concours complet et saut d'obstacles, et un cavalier du Guatemala en saut d'obstacles. Les places laissées vacantes ont été occupées par des cavaliers de pays socialistes et par quatre Indiens en concours complet qui, vêtus d'uniformes colorés, faisaient leurs débuts internationaux à haut niveau et ont tous été éliminés.
La plupart des nations qui n'ont pas pris part aux Jeux de Moscou ont participé à des Jeux olympiques non-officiels, organisés par la FEI, qualifiés « d'alternatifs » ou « de remplacement », nommés les festivals internationaux (de). Ils eurent lieu à Goodwood (Royaume-Uni) pour le dressage, à Fontainebleau (France) pour le concours complet, et à Rotterdam (Pays-Bas) pour le saut d'obstacle.

## Organisation
Le comité d’organisation avait construit un site impressionnant de 45 hectares à Bitsevsk, dans le sud-ouest de Moscou, comprenant une carrière de saut d'obstacles pouvant accueillir 12 000 spectateurs et une carrière de dressage pouvant accueillir 3 000 personnes.

## Participation
11 nations furent représentéesː Autriche, Bulgarie, Guatemala, Finlande, Hongrie, Inde, Italie, Mexique, Pologne, Roumanie, URSS. 68 couples prirent part aux épreuves, 26 en saut d'obstacles, 14 en dressage et 28 en concours complet.

## Saut d'obstacles

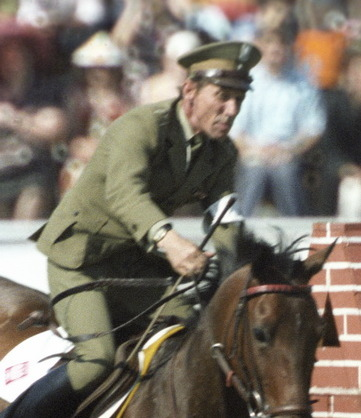
Jan Kowalczyk sur Artemor le 1er août 1980 au saut d'obstacles.

10 000 spectateurs ont assisté à la compétition par équipes dans le complexe équestre de Bitsa. Six équipes ont concouru, dont aucune ne pouvait être considérée comme l'une des 10 meilleures équipes au monde. Le concepteur du parcours était l'ancien cavalier soviétique de Coupe des Nations Viatcheslav Kartavski qui construisit des parcours assez faciles ne présentant aucun problème de distance.
16 participants participèrent à la compétition individuelle qui se déroula devant 80 000 spectateurs dans le stade Lénine. Les Roumains choisirent de ne pas participer, mais il y avait un coureur individuel de la Finlande et du Guatemala. Le vétéran polonais, Jan Kowalczyk, âgé de 38 ans et montant Artemor, a remporté la médaille d’or avec un sans-faute dans chacune des manches. Nikolaj Korolkov, avec 9,5 points, a remporté la médaille d’argent et la médaille de bronze a été remportée par Joaquin Perez de la Heras pour le Mexique après un barrage contre le Néerlandais Oswaldo Mendez.

## Dressage
La seule championne étrangère à concourir à Moscou, Elisabeth Theurer sur Mon Chéri, jument Hanovrienne grise âgée de 10 ans, a nettement remporté la médaille d'or individuelle. Sa décision de participer aux Jeux de Moscou avait suscité une controverse considérable dans son Autriche natale, entraînant la démission du président de la Fédération équestre nationale. Dans le Grand Prix, Sissi Theurer, âgée de 26 ans, avait 35 et 82 points d’avance sur les deux meilleurs soviétiques, respectivement Yuri Kovshov et Viktor Ugriumov. Dans le Grand Prix Spécial, la différence est passée à 90 et 136 points. Même sans Elena Petushkova qui avait perdu son nouveau cheval Abakan pour cause de maladie, l'équipe soviétique, avec une marge record de 803 points, a remporté la médaille d'or par équipe. L'argent et le bronze sont allés à la Bulgarie et à la Roumanie.

## Concours Complet
La participation de l’Italie a permis d'apporter du sport de haut niveau à cette compétition L’Italie avait été championne olympique en 1964 et l’Union soviétique avait été championne d’Europe de 1962 à 1975 à trois reprises. 
L'es épreuves se sont déroulées au stade de Bitsa et dans le parc forestier voisin. Le sol était profond et boueux et les obstacles étaient très regardants. Sur les 28 partants, 11 ont été éliminés dont tous les Indiens. L'Union soviétique a remporté l'or par équipe devant l'Italie et le Mexique. Federico Roman et Rossinan, cheval gris de huit ans, a remporté la médaille d’or individuelle devant trois cavaliers soviétiques.

## Tableau des médailles
| Rang | Pays             | Médaille d'or | Médaille d'argent | Médaille de bronze | Total |
| 1    | Union soviétique | 3             | 3                 | 2                  | 8     |
| 2    | Italie           | 1             | 1                 | 0                  | 2     |
| 2    | Pologne          | 1             | 1                 | 0                  | 2     |
| 4    | Autriche         | 1             | 0                 | 0                  | 1     |
| 5    | Bulgarie         | 0             | 1                 | 0                  | 1     |
| 6    | Mexique          | 0             | 0                 | 3                  | 3     |
| 7    | Roumanie         | 0             | 0                 | 1                  | 1     |

## Résultats

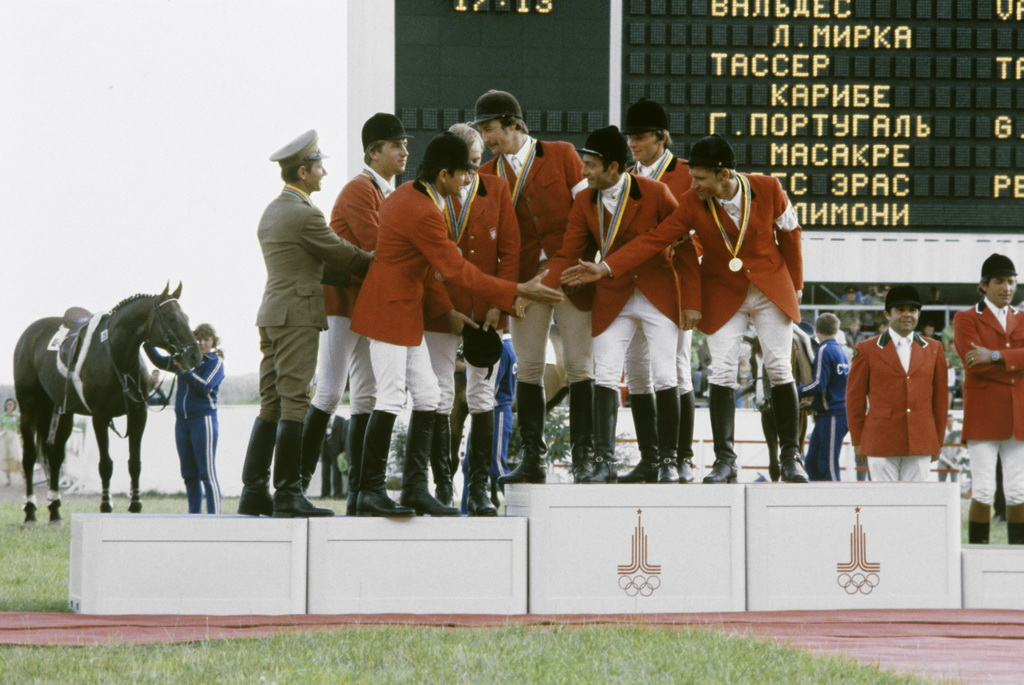
Les équipes soviétique (or) et polonaise (argent) se saluent sur le podium après l'épreuve de saut d'obstacles.Photo Sergey Subbotin

| Épreuves                    | Or                                                                                    | Argent                                                                    | Bronze                                                               |
| --------------------------- | ------------------------------------------------------------------------------------- | ------------------------------------------------------------------------- | -------------------------------------------------------------------- |
| Dressage individuel         | Elisabeth Theurer                                                                     | Yuri Kovshov                                                              | Viktor Ugryumov                                                      |
| Dressage par équipe         | Union soviétique Yuri Kovshov Viktor Ugryumov Vera Misevich                           | Bulgarie Petar Mandajiev Svetoslav Ivanov Gheorghi Gadjev                 | Roumanie Anghelache Donescu Dumitru Veliku Petre Rosca               |
| Concours complet individuel | Federico Euro Roman                                                                   | Aleksandr Blinov                                                          | Yuri Salnikov                                                        |
| Concours complet par équipe | Union soviétique Aleksandr Blinov Yuri Salnikov Valery Volkov Sergei Rogozhin         | Italie Federico Euro Roman Anna Casagrande Mauro Roman Marina Sciocchetti | Mexique Manuel Mendívil David Bárcena José Luis Pérez Fabián Vázquez |
| Saut d'obstacles individuel | Jan Kowalczyk                                                                         | Nikolai Korolkov                                                          | Joaquín Pérez                                                        |
| Saut d'obstacles par équipe | Union soviétique Vyacheslav Chukanov Viktor Poganovsky Viktor Asmaev Nikolai Korolkov | Pologne Marian Kozicki Jan Kowalczyk Wiesław Hartman Janusz Bobik         | Mexique Joaquín Pérez Jesús Gómez Gerardo Tazzer Alberto Váldes, Jr. |